# Neoechinorhynchus golvani
Neoechinorhynchus golvani är en hakmaskart som beskrevs av Salgado-maldonado 1978. Neoechinorhynchus golvani ingår i släktet Neoechinorhynchus och familjen Neoechinorhynchidae. Inga underarter finns listade i Catalogue of Life.